# Great Bible

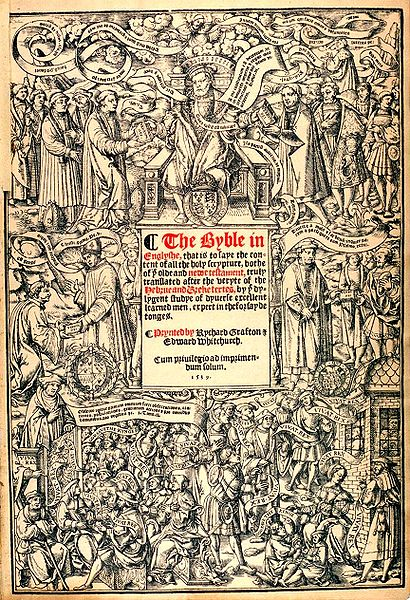
Titelseite der Great Bible, 1539

Die Great Bible (dt. Große Bibel) von 1539 war die erste autorisierte englische Übersetzung der Bibel und ersetzte die Matthew-Bibel.

## Hintergrund
Im Jahr 1538 verfügte Heinrich VIII. einen königlichen Erlass, nach dem alle englischen Gemeinden eine englische Bibel zu erwerben und diese an einem geeigneten Ort auszustellen hatten „für alle zu sehen und zu lesen“. Es existierte mit der Matthew-Bibel zwar schon eine Bibel in englischer Sprache, deren Übersetzung basierte offensichtlich aber größtenteils auf der Arbeit William Tyndales, der als Ketzer 1536 verbrannt worden war. Auf Betreiben Thomas Cranmers initiierte Thomas Cromwell, 1. Earl of Essex daher den Druck einer neuen Bibel, die aufgrund ihrer Größe Great Bible genannt wurde. Miles Coverdale, der bereits 1535 die sogenannte Coverdale-Bibel herausgebracht hatte, beaufsichtigte die Übersetzungsarbeiten. Auch wenn die auf diese Weise neu entstandene Bibelübersetzung nun nicht mehr direkt mit William Tyndale in Zusammenhang gebracht wurde, so war seine Bibelübersetzung immer noch im Bibeltext klar erkennbar und so handelt es sich bei dieser Bibel im Grunde nur um eine Revision seiner Übersetzung.

## Druck
1538 begannen offizielle Bestrebungen die Great Bible zu drucken. Da die englische Druckindustrie zu dieser Zeit noch in den Kinderschuhen steckte, sollte sie in Frankreich gedruckt werden. Das Vorhaben stieß in Frankreich aber auf Misstrauen und Feindseligkeit und löste sogar eine polizeiliche Razzia aus. Nur Teile der gedruckten Arbeit konnten nach England gerettet werden, der Rest wurde konfisziert. 1539 wurde die Bibel schließlich doch in England gedruckt und war ein Meilenstein in der Entwicklung der englischen Druckindustrie. Es folgten sechs Editionen mit einer Auflage von mehr als 9000 bis zum Jahr 1541.